# برايان بيكوك
برايان بيكوك (Brian Beacock) (اسمه الكامل برايان كيث بيكوك (Brian Keith Beacock)) هو ممثل أمريكي ولد في 29 مارس 1966 في هايوارد، كاليفورنيا.

## أدواره في الأنمي

### مسلسلات أنمي تلفزيونية
- أبطال الديجيتال الجزء الثالث - نعيم
- كود غياس: لولوش المتمرد - ريفال كارديموند
- كود غياس: لولوش المتمرد R2 - ريفال كارديموند
- الإكسورسيست الأزرق - رينزو شيما
- بليتش - يوميتشيكا أياسيغاوا، بان, جينّأي دوكو
- ديول ماسترز - أيزن
- ناروتو - ياشامارو، أوكون, ساكون, زيتسو الأبيض
- ناروتو شيبودن - تشوجورو
- دورارارا!! - والكر يوماساكي
- حفيد نوراريهيون - جيرو شيما (تحت الاسم المستعار دون أ. نورديان (Donn A.[1][2][3] Nordean))
- حفيد نوراريهيون: عاصمة العفاريت - جيرو شيما (تحت الاسم المستعار دون أ. نورديان)
- فرسان التنكاي - السيد وايت

### أفلام أنمي
- بابريكا - كيه هيمورو

## أدواره في ألعاب الفيديو
- تيلز أوف ذا وورلد: راديانت ميثولوجي - لويد إرفينغ
- تيلز أوف سيمفونيا: دون أوف ذا نيو وورلد - لويد إرفينغ
- سول كاليبر ليجندز - لويد إرفينغ
- دانغانرونبا: تريغر هابي هافوك - مونوكوما
- دانغانرونبا 2: غودباي ديسبير - مونوكوما
- دانغانرونبا أناذر إيبيسود: ألترا ديسبير غيرلز - مونوكوما
- دانغانرونبا V3: كيلينغ هارموني - مونوكوما، مونوسكي

## وصلات خارجية
- برايان بيكوك على موقع IMDb (الإنجليزية)
- برايان بيكوك على موقع قاعدة بيانات الفيلم (الإنجليزية)
- برايان بيكوك على موقع ANN person (الإنجليزية)